# Lotniskowce typu Yorktown
Lotniskowce typu Yorktown – typ trzech amerykańskich lotniskowców z okresu dwudziestolecia międzywojennego i II wojny światowej o wyporności standardowej 19 900 ton. USS „Yorktown” (CV-5), USS „Enterprise” (CV-6) oraz USS „Hornet” (CV-8), były ostatnimi amerykańskimi lotniskowcami traktatowymi, po wypowiedzeniu traktatu waszyngtońskiego przez Japonię. Okręty te stanowiły również pierwszą serię amerykańskich jednostek tej klasy zbudowanych od podstaw jako lotniskowce. Ustanowiły też podstawowy standard konstrukcyjny wszystkich amerykańskich lotniskowców uderzeniowych zbudowanych podczas wojny.
Jednostki zdolne do przenoszenia nominalnie 80 samolotów weszły do służby krótko przed wybuchem wojny na Pacyfiku. Odegrały decydującą rolę w najważniejszych bitwach pierwszego okresu wojny, w tym podczas bitwy na Morzu Koralowym, bitwy pod Midway oraz w szeregu kluczowych bitew w archipelagu Wysp Salomona, które złamały prymat floty imperium japońskiego na obszarze Pacyfiku.
USS „Yorktown” (CV-5) został zatopiony w trakcie bitwy o Midway przez japoński okręt podwodny I-168, „Hornet” (CV-8) zatonął podczas bitwy pod Santa Cruz w Salomonach, zaś wielokrotnie atakowany i uszkodzony „Enterprise” (CV-6) przetrwał wojnę, biorąc udział w większości najważniejszych starć wojny na Pacyfiku. Był on też jedynym amerykańskim okrętem, który z przerwami na niezbędne remonty pozostawał w czynnej służbie od pierwszego do ostatniego dnia wojny, i zakończył ją jako najbardziej szanowany i najliczniej udekorowany okręt w historii amerykańskiej marynarki wojennej.

## Geneza i konstrukcja
Lotniskowce typu Yorktown mają swe źródła z wielkim kryzysie przełomu lat 20. i 30., gdy w szczycie depresji gospodarczej 73. Kongres autoryzował budowę dwóch okrętów typu Yorktown, jako część wielkiego programu wspierania odbudowy gospodarki określonego ustawą National Industrial Recovery Act (NIRA). Dwa okręty tego typu znalazły się wówczas na liście 34 000 projektów rządowych, obok m.in. San Francisco Bay Bridge i Washington National Airport. W 1933 roku nowa administracja prezydenta Roosevelta – jako narzędzie nadzwyczajne – używała wówczas środków z utworzonego przez NIRA Funduszu Robót Publicznych, dla budowy m.in. lotniskowców, sześciu krążowników i dwudziestu pięciu mniejszych okrętów.

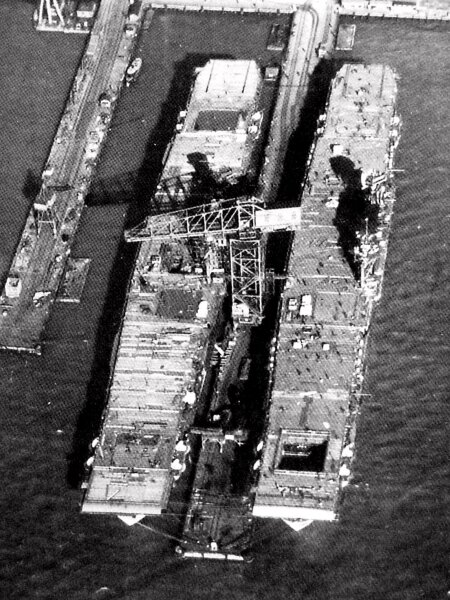
USS „Enterprise” (CV-6) i USS „Yorktown” (CV-5) podczas wyposażania w stoczni Newport News Shipbuilding w Newport News w 1937. Na stojącym po lewej stronie „Enterprise” wyraźnie widoczne rozmieszczenie trzech wind pokładowych.

16 czerwca 1933 prezydent Roosevelt przeznaczył dla marynarki kwotę 238 milionów dolarów na budowę nowych okrętów, w tym dwóch lotniskowców, zaś niecałe dwa miesiące później podpisano kontrakty na budowę lotniskowców numer 5 i 6. Jeszcze przed wejściem do służby lotniskowca USS „Ranger” (CV-4) w 1934 roku, na podstawie pozytywnych doświadczeń z lotniskowcami typu Lexington, marynarka zdecydowała, że minimalna efektywna wyporność okrętu tej klasy to 20 000 ton. Pozwalała ona bowiem na zastosowanie w konstrukcji okrętów wystarczającej ilości opancerzenia, które jest żywotne dla przeżywalności jednostki na polu walki. Z tego powodu, US Navy złożyła Kongresowi wniosek o autoryzację budowy dwóch nowych lotniskowców o wyporności standardowej 20 000 ton. W 1933 kongres autoryzował budowę dwóch kolejnych lotniskowców, o pożądanej przez marynarkę wyporności: USS „Yorktown” (CV-5) i USS „Enterprise” (CV-6). Pierwszy z nich został wprowadzony do służby w 1937, „Enterprise” zaś rok później. Nowe okręty zapoczątkowały nowy typ amerykańskich lotniskowców typu Yorktown.
Faktyczna wyporność standardowa jednostek CV-5 i CV-6 wyniosła 19 900 ton, zaś ich wyporność pełna sięgnęła 25 500 ton. USS „Ranger” był w czasie swojej budowy bardzo nowoczesnym okrętem, w związku z tym w projekcie jednostek nowego typu zastosowano wiele rozwiązań ich poprzednika, w tym półotwarty pokład hangarowy z zasuwanymi metalowymi roletami oraz pomostami poniżej pokładu startowego, na wyższym jednak poziomie od pokładu hangarowego. Celem ochrony okrętów przed atakiem z powietrza, poniżej i dookoła pokładu startowego umieszczono chłodzone wodą karabiny maszynowe kalibru.50" (12,7 mm), które zostały później zastąpione odpowiadającymi im karabinami chłodzonymi powietrzem oraz opracowanymi w Szwajcarii działkami 20 mm na pojedynczych podstawach.
Dwa okręty typu Yorktown miały całkowitą długość 809 stóp i 6 cali (246,74 metra). Maksymalna szerokość jednostek razem z pomostami wynosiła 109 stóp i 6 cali (33,38 metra). Okręty były wprawdzie zaprojektowane do przenoszenia 80 samolotów pokładowych, głębokie wnęki między dźwigarami pokładu lotniczego zapewniały jednak miejsce dla przechowania dużej liczby podwieszonych w nich zapasowych maszyn – teoretycznie wystarczającej do zastąpienia nawet połowy grupy lotniczej (nawet do 120 samolotów). Pokłady startowe obsługiwane były przez trzy duże windy o wymiarach 48 × 44 stopy (14,6 × 13,4 metra) umieszczone w osi okrętu; na pokładzie startowym umieszczono też dwie hydrauliczne katapulty, dodatkowa katapulta umieszczona zaś została na pokładzie hangarowym.
Siłownia okrętu umieszczona była w środkowej części jednostki, w jej skład wchodziło dziewięć kotłów Babcock & Wilcox, turbiny parowe systemu Parsonsa z przekładniami, przez cztery wały przenoszącymi energię na pędniki. Układ ten zapewniał moc 120 000 shp (89 520 kW), zaś gazy spalinowe odprowadzane były do charakterystycznego dużego komina umieszczonego w tylnej części nadbudówki. Pozwalało mu to na rozwinięcie prędkości 32,5 węzła według specyfikacji projektowej. Podczas testów jednak, pierwsze dwa okręty tego typu przekroczyły założenia projektowe, osiągając maksymalną prędkość 33,65 węzła. Jednostki te mogły pomieścić 4360 ton paliwa okrętowego, co zapewniało im zasięg 12 000 mil morskich przy prędkości 15 węzłów.
W chwili wybuchu wojny, stany etatowe przewidywały zaokrętowanie na okrętach 2211 osób, w tym 86 oficerów i 1280 innych wojskowych wchodzących w skład załogi okrętu oraz 141 oficerów (głównie pilotów) i 710 osób pełniących inne funkcje w grupie lotniczej każdej z jednostek. W skład załóg okrętów wchodzili przy tym nie tylko żołnierze marynarki wojennej, lecz także korpusu piechoty morskiej Stanów Zjednoczonych, odpowiadający na lotniskowcach za obronę przeciwlotniczą każdej z jednostek oraz inne zadania ogólnowojskowe.

### Hornet
Budowa USS „Langley” (CV-1), „Lexingtona” (CV-2), „Saratogi” (CV-3) i „Rangera” (CV-4) oraz dwóch pierwszych jednostek typu Yorktown niemal wyczerpała wynikające z traktatu waszyngtońskiego z 1922 limity łącznej wyporności amerykańskich lotniskowców. Gdy w 1934 Japonia wypowiedziała traktat, mimo świadomości rosnącego zagrożenia ze strony nazistowskich Niemiec i Imperium japońskiego, amerykański rząd postanowił trzymać się limitów traktatu, aż do jego przewidzianego traktatem wygaśnięcia w 1938 roku. Dopiero więc po wygaśnięciu traktatu, 17 maja 1938 roku Kongres zezwolił US Navy na budowę nowych lotniskowców o łącznej wyporności nie przekraczającej 40 000 ton. Korzystając z tego, marynarka złożyła zamówienie na dwa nowe okręty, USS „Hornet” (CV-8) według nieco ulepszonego projektu typu Yorktown, oraz drugi lotniskowiec według znacznie ulepszonego i powiększonego projektu, który został w przyszłości nazwany USS „Essex” (CV-9) i dał początek nowemu typowi okrętów.
Zamówienie na „Horneta” zostało autoryzowane w marcu 1939, zaś nowy okręt wszedł do służby w październiku 1941 i był ostatnim amerykańskim lotniskowcem zbudowanym w ramach limitów traktatowych. Jego projekt zawierał relatywnie niewielkie zmiany względem dwóch swoich poprzedników, wśród których najbardziej widoczną zewnętrznie była zmiana kształtu nadbudówki, miał też nieco większy pokład startowy, którego długość wynosiła 814 stóp (248 metrów).
Wszystkie okręty tego typu zostały zbudowane w stoczni Newport News Shipbuilding w Newport News w stanie Wirginia – pierwsza z nowych jednostek, której matką chrzestną była Eleanor Roosevelt – żona Prezydenta Stanów Zjednoczonych Franklina Delano Roosevelta, została zwodowana 4 kwietnia 1936, ostatnia zaś z 14 grudnia 1940. 21 maja 1934 roku jako pierwszy z nich został przyjęty do służby w United States Navy „Yorktown”, zaś 20 października 1941 roku odpowiednio „Hornet”.
|                         | Położenie stępki | Wodowanie           | Wejście do służby    | Koniec służby        | Los okrętu                                                                      |
| ----------------------- | ---------------- | ------------------- | -------------------- | -------------------- | ------------------------------------------------------------------------------- |
| USS "Yorktown” (CV-5)   | 21 maja 1934     | 4 kwietnia 1936     | 30 września 1937     | 7 czerwca 1942       | Zatopiony pod Midway przez I-168.                                               |
| USS "Enterprise” (CV-6) | 16 lipca 1934    | 3 października 1936 | 12 maja 1938         | 17 lutego 1947       | Skreślony z listy floty 2 października 1956 roku, sprzedany na złom w 1958 roku |
| USS "Hornet” (CV-8)     | 25 września 1939 | 14 grudnia 1940     | 20 października 1941 | 27 października 1942 | Zatopiony podczas bitwy pod Santa Cruz                                          |

## Służba operacyjna

### Grupy lotnicze
Gdy 12 maja 1938 wszedł do służby USS „Enterprise” (CV-6), podobnie jak w odpowiednim czasie każdy z pozostałych okrętów tego typu, otrzymał grupę lotniczą (Enterprise Air Group) składającą się z trzech segmentów – jednej eskadry myśliwskiej, jednej eskadry torpedowej oraz składającego się z dwóch eskadr segmentu bombowo-rozpoznawczego.

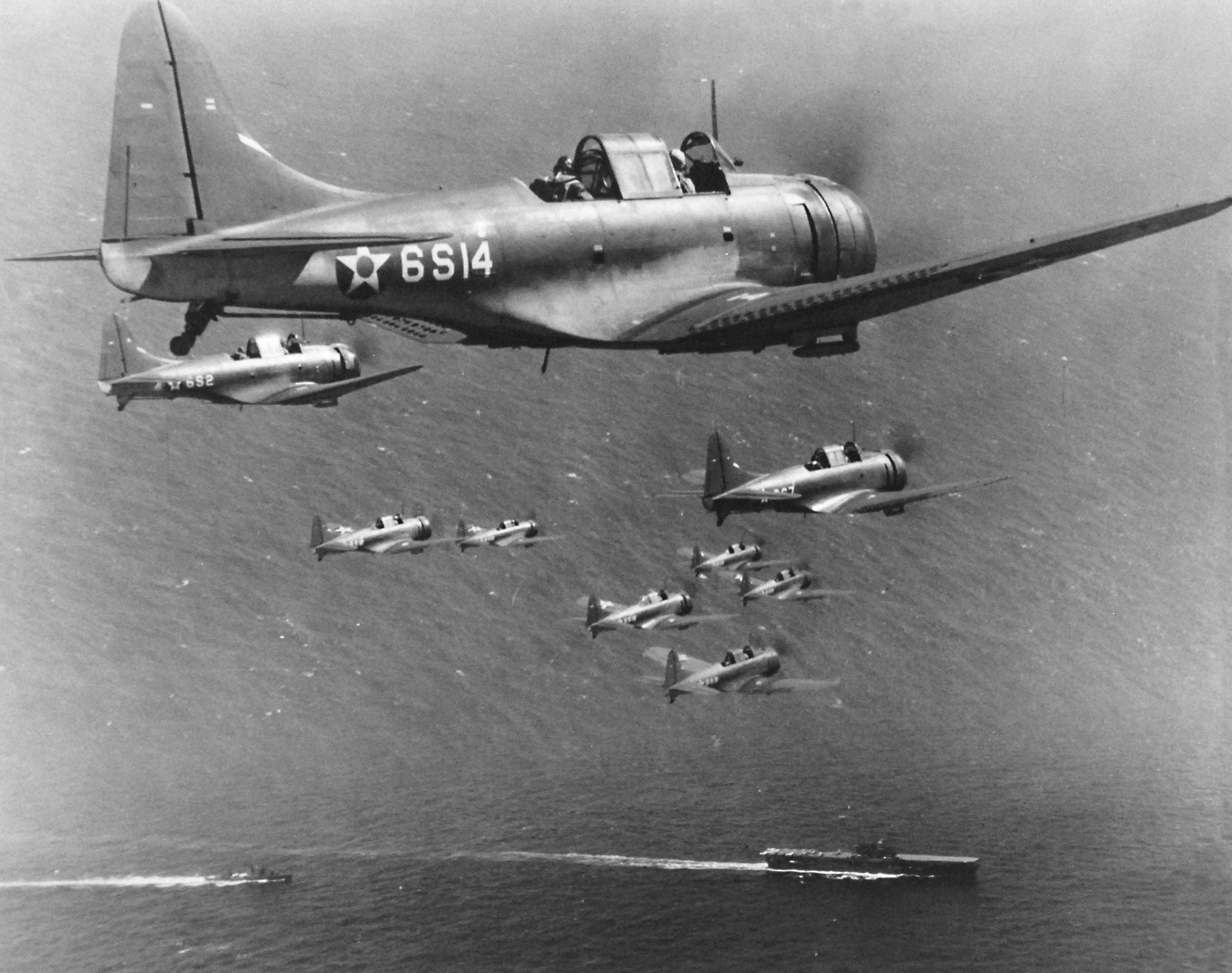
SBD-2 Dauntless z VS-6 nad macierzystym okrętem w październiku 1941 roku

Eskadra myśliwska Fighter Squadron Six (VF-6) została początkowo wyposażona w 20 samolotów myśliwskich Grumman F3F-2, eskadra torpedowa Torpedo Squadron Six (VT-6) wyposażona była w 20 bombowców torpedowych TBD Devastator, zaś dwie eskadry bombowców nurkujących Bombing Squadron Six (VB-6) oraz Scouting Squadron Six (VS-6) wyposażone zostały w 21 bombowców SBC-3 Helldiver i 13 Northrop BT-1. Enterprise Air Group uzupełniały także dwa rozpoznawcze Vought O2U Corsair.

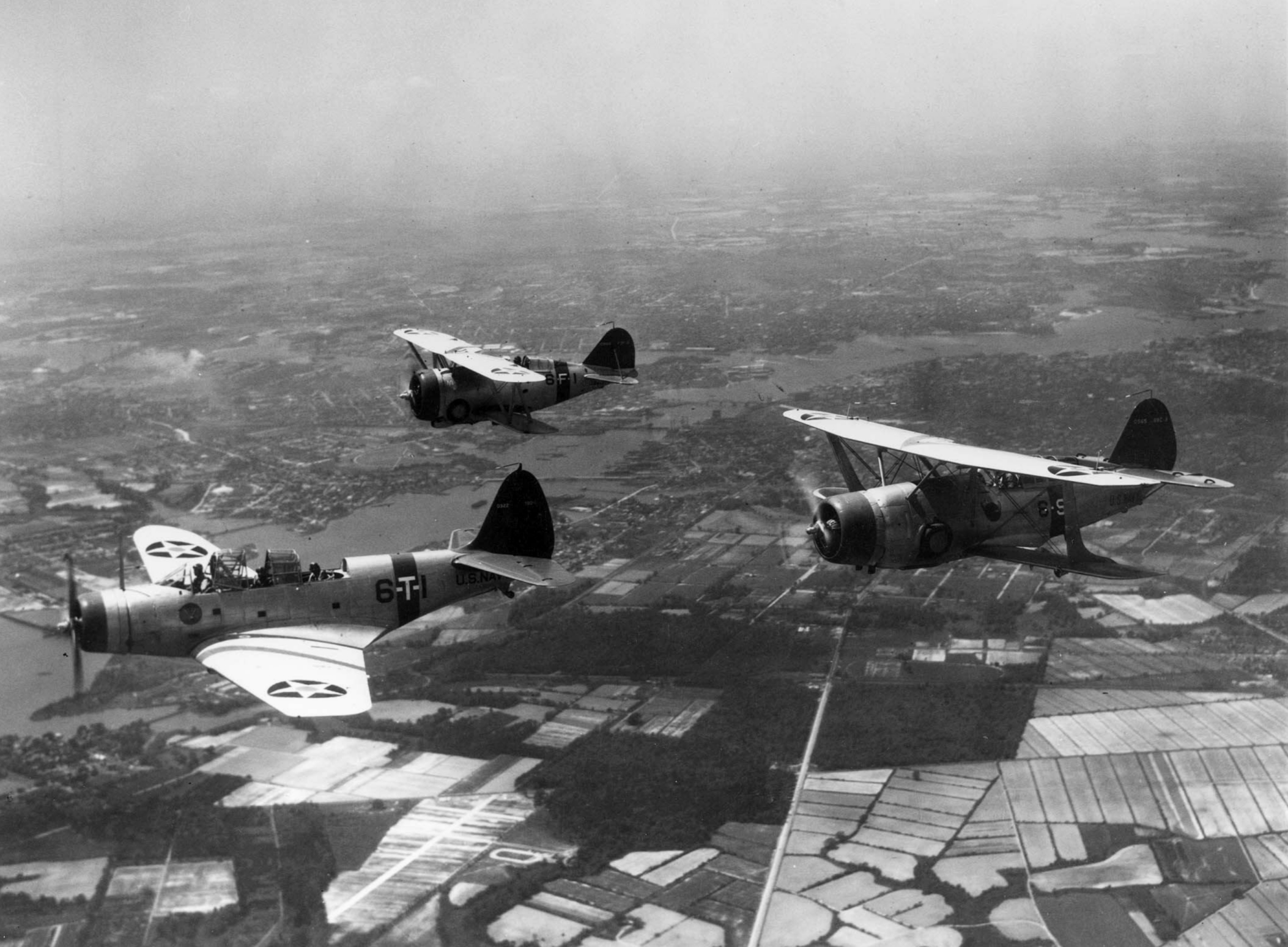
W 1938 roku grupy lotnicze jednostek typu Yorktown składały się z – w kolejności od lewej – samolotów torpedowych TBD Devastator w eskadrach VT, myśliwskich Grumman F3F-2 w eskadrach VF oraz bombowców nurkujących SBC-3 Helldiver w VB i VS

Taki schemat organizacyjny grup lotniczych powtarzał się na każdym z siostrzanych lotniskowców, z pewnymi zmianami liczby samolotów w każdej z eskadr i oczywistymi wymianami na nowsze typy i modele maszyn. W chwili wejścia dwóch pierwszych okrętów do służby, trzon ich grup lotniczych tworzyły jednak samoloty torpedowo-bombowe TBD Devastator oraz dwupłatowe myśliwce F3F-2 i bombowce nurkujące SBC-3 Helldiver. Te ostatnie, od 6 maja 1938 roku były już jednak częściowo zastępowane na pokładach nowocześniejszymi Northrop BT-1. BT-1 były jednak samolotami bardzo wypadkowymi, skłonnymi do przeciągnięć, co poskutkowało kilkoma wypadkami na „Enterprise”, przede wszystkim zaś na „Yorktownie”. Przyśpieszyło to proces wymiany samolotów, i wkrótce BT-1 zostały zastąpione bombowcami Douglas SBD Dauntless, które były jedynymi w tym czasie amerykańskimi samolotami pokładowymi, które przynajmniej dorównywały swoimi parametrami taktyczno-technicznymi odpowiadającym im samolotom japońskim. Do 1941 roku lotniskowce tego typu opuściły wszystkie samoloty dwupłatowe, zaś ostatni BT-1 opuścił „Enterprise” 20 kwietnia 1941 roku.
W przededniu wojny grupy lotnicze lotniskowców typu Yorktown składały się z podzielonych na dwie eskadry 36 bombowców nurkujących Douglas SBD Dauntless, 18 Douglas TBD Devastator w jednej eskadrze torpedowej i 18 nowych Grumman F4F-3 Wildcat w jednej eskadrze myśliwskiej, będąc w ten sposób lepiej wyposażonymi jednostkami od okrętów starszych typów, zwłaszcza jednostek operujących na Atlantyku.

### Służba w trakcie wojny
Pod koniec listopada 1941 roku „Enterprise” wypłynął z Pearl Harbor celem dostarczenia na wyspę Wake dwóch eskadr samolotów myśliwskich Grumman F4F Wildcat, dzięki czemu uniknął losu amerykańskich pancerników podczas japońskiego ataku 7 grudnia, „Yorktown” natomiast służył w tym czasie na Wschodnim Wybrzeżu, gdzie trening załóg prowadził w tym czasie również „Hornet”. Po ataku cesarskiej floty, CV-5 został przerzucony na Pacyfik, gdzie działając niezależnie od siebie siostrzane CV-5 i CV-6 przeprowadziły serię uderzeń na siły japońskie, na wyspach Marshalla i Gilberta, na atolu Wake oraz na wyspie Marcus. W kwietniu 1942 roku „Enterprise” osłaniał USS „Hornet” (CV-8) przeprowadzający uderzenie na Tokio, przez co na początku maja nie wziął udziału stoczonej przez USS „Lexington” (CV-2) oraz „Yorktowna” bitwie na Morzu Koralowym. Bombowce nurkujące SBD Dauntless tego ostatniego, ciężko uszkodziły wówczas japoński lotniskowiec „Shōkaku”, wyłączając go wraz z towarzyszącym mu „Zuikaku”, z przygotowywanej przez admirała Isoroku Yamamoto wielkiej operacji na środkowym Pacyfiku. CV-5 sam jednak został wówczas uszkodzony japońskimi bombami, toteż udał się do Pearl Harbor na prowizoryczny remont, który został ukończony w rekordowym czasie na trzy dni przed bitwą pod Midway.

#### Midway i wyspy Salomona
4 czerwca 1942 roku eskadry bombowe VB-6 i VS-6 lotniskowca USS „Enterprise” zniszczyły japońskie lotniskowce „Kaga”, „Akagi” i „Hiryū”, startujące zaś z „Yorktowna” samoloty eskadry VB-3 zniszczyły lotniskowiec „Sōryū”, doprowadzając do ich samozatopienia przez Japończyków. Startujące jednak z „Hiryū” japońskie bombowce nurkujące i torpedowe zdołały ciężko uszkodzić „Yorktowna”, który trzy dni później został ostatecznie storpedowany i zatopiony przez japoński okręt podwodny I-168.

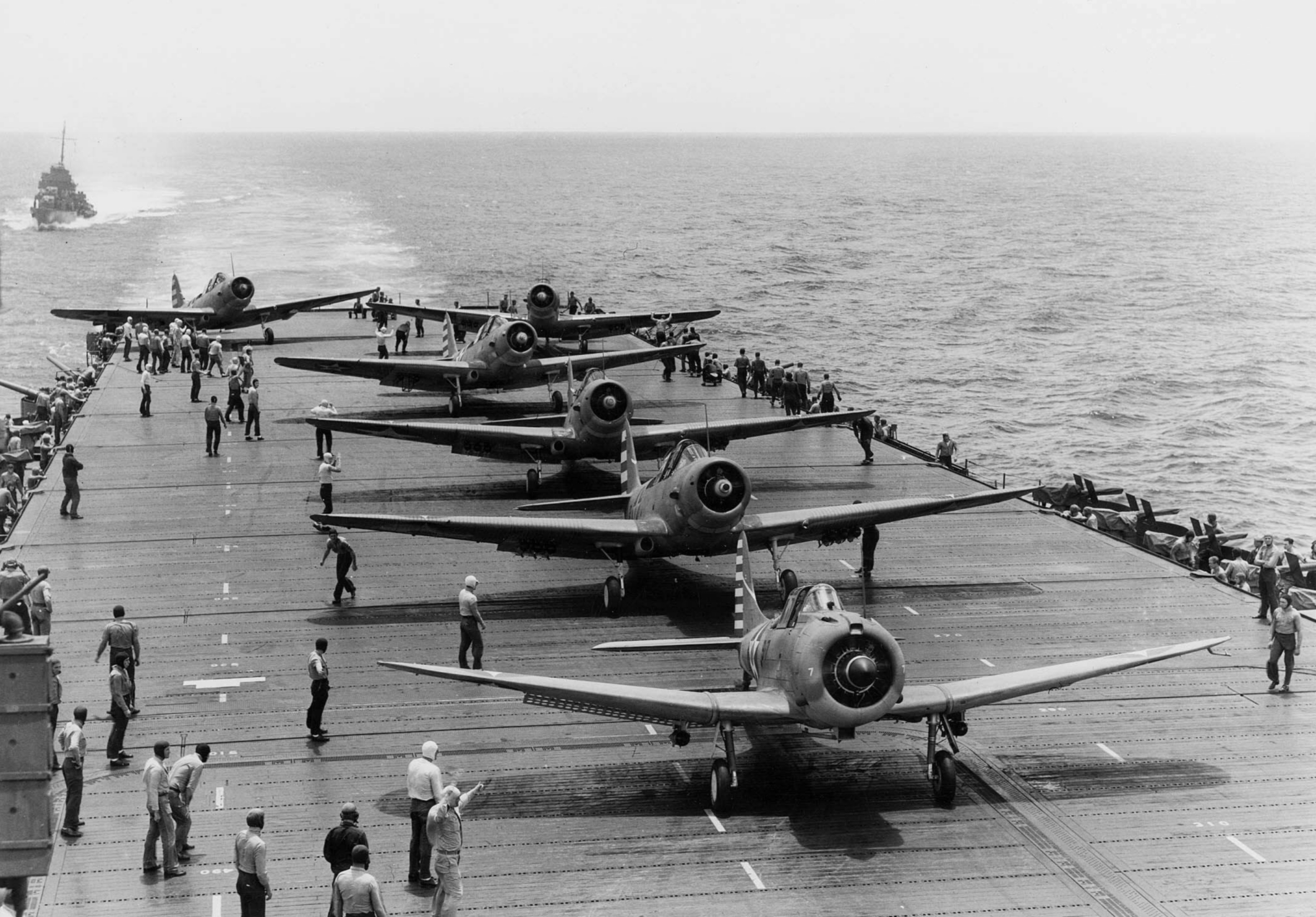
Bombowce torpedowe TBD Devastator oraz nurkujące SBD Dauntless startujące z CV-6 w 1942 roku. Dauntlessy stanowiły wówczas o sile uderzeniowej lotniskowców typu Yorktown

Podobnie jak „Enterprise”, z powodu rajdu na Tokio „Hornet” nie wziął udziału w bitwie na Morzu Koralowym, był jednak gotowy do bitwy lotniskowców pod Midway. W jej trakcie większość grupy lotniczej okrętu nie odnalazła japońskich okrętów, jednak w wyniku niesubordynacji Lt. Cmdra Johna Waldrona – dowódcy eskadry lotniczej VT-8 – dowodzona przez niego eskadra torpedowa jako jedyna z „Horneta” odnalazła zespół Kido Butai, i zaatakowała okręty adm. Nagumo, lecąc bez własnej osłony myśliwskiej. Akcja VT-8 zakończyła się całkowitą likwidacją eskadry powolnych Devastatorów przez japońskie myśliwce Mitsubishi A6M „Zero”. Grupa lotnicza „Horneta” wzięła jednak odwet 6 czerwca, gdy w ostatnim dniu bitwy jego bombowce nurkujące SBD Dauntless – wraz z samolotami VB-6 i VS-6 „Enterprise” – zatopiły ciężki krążownik „Mikuma”.

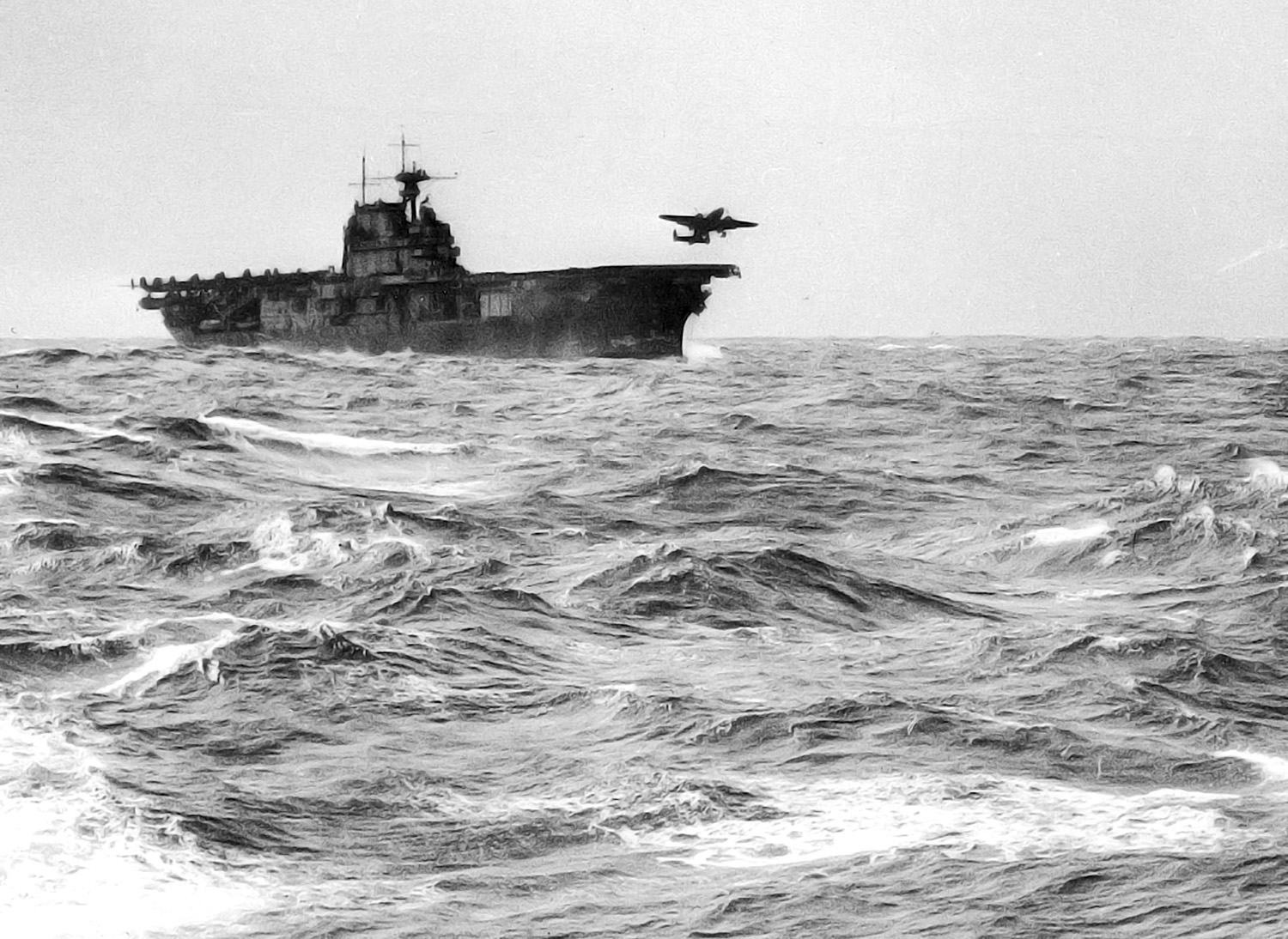
Start należącego do USAAF bombowca B-25 Mitchell z pokładu USS „Hornet” (CV-8), podczas Rajdu Doolittle’a na Wyspy Japońskie

W trakcie bitwy u Wschodnich Wysp Salomona w sierpniu 1942 roku „Enterprise” został trafiony trzema bombami z samolotów lotniskowców „Shōkaku” i „Zuikaku”, jego Dauntlessy przyczyniły się jednak wówczas do zatopienia lekkiego lotniskowca „Ryūjō”. Po dwumiesięcznej naprawie, w październiku 1942 roku wziął natomiast udział w bitwie koło wysp Santa Cruz, gdzie podczas wysoce skoordynowanych japońskich ataków zdołał wprawdzie wymanewrować dziewięć atakujących torped, został jednak ponownie trafiony dwoma bombami. Mimo trafienia bombami, dzięki bardzo dobrej organizacji amerykańskiego systemu obrony przeciwawaryjnej, okręt był w stanie nadal prowadzić operacje lotnicze. Samoloty Air Group Ten „Enterprise’a” zdołały nawet wyłączyć z walki lotniskowiec „Zuihō”. Japońskie samoloty pokładowe przeprowadziły serię skoordynowanych ataków na „Horneta”, w rezultacie, których okręt został wielokrotnie trafiony torpedami i bombami, a także dwoma japońskimi bombowcami, których piloci świadomie naprowadzili swoje maszyny celem uderzenia w amerykański okręt, co stanowiło zwiastun przyszłych ataków kamikaze z końcowego etapu wojny. W rezultacie japońskich ataków, ciężko uszkodzony CV-8 całkowicie utracił zasilanie, wobec czego załoga opuściła okręt. Eskortującym go amerykańskim niszczycielom, mimo wielokrotnych ataków torpedowych i artyleryjskich, nie udało się zatopić okrętu, toteż płonąca jednostka została pozostawiona zbliżającym się siłom japońskim, które zadały jej ostateczny coup de grâce. „Hornet” zatonął ostatecznie 27 października 1942 roku.

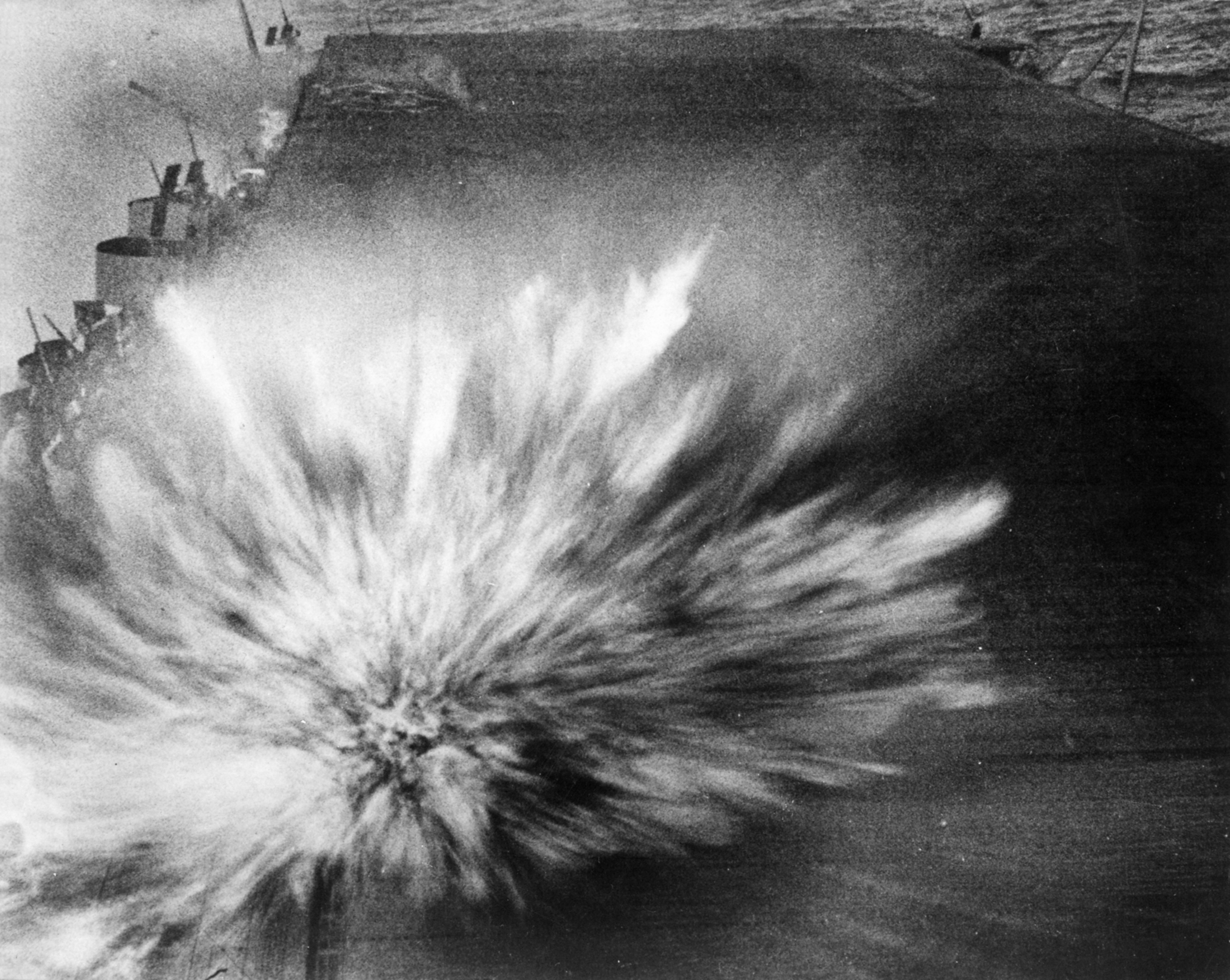
Moment wybuchu bomby na pokładzie „Enterprise” podczas bitwy koło wschodnich Wysp Salomona 24 sierpnia 1942 r.

Po częściowych naprawach w Numei w Nowej Kaledonii, „Enterprise” wziął udział w bitwie pod Guadalcanalem, a jego bombowce pomogły w zatopieniu pancernika „Hiei”, tymczasowo operowały również z lotniska Henderson Field na Guadalcanalu. W maju 1943 roku CV-6 powrócił do Pearl Harbor, gdzie otrzymał swoje pierwsze odznaczenie Presidential Unit Citation, po czym udał się na Zachodnie Wybrzeże Stanów Zjednoczonych celem przejścia połączonego z modernizacją gruntownego remontu.

#### Modernizacje okrętów do pierwszych lat wojny
Pierwszej modernizacji lotniskowca Yorktown dokonano pomiędzy 7 marca a 17 października 1938 podczas której wymieniono wadliwe przekładnię głównego napędu, oraz obudowano platformy kontroli ognia na maszcie głównym. W 1940 pomiędzy 16 września a 12 października jako pierwszy amerykański lotniskowiec został wyposażony w radar CXAM. Montaż wymagał usunięcia czterech karabinów maszynowych 12,7 mm z platformy masztu głównego. Podczas następnego przeglądu na przełomie 1940 i 1941 okręt otrzymał prowizoryczną instalację demagnetyzacyjną, oraz osłony przeciwodłamkowe na stanowiskach obserwacyjnych.
Na przełomie 1940 i 1941 dwa pozostałe lotniskowce typu Yorktown wyposażono w stacje radiolokacyjne. Enterprise otrzymał radar CXAM-1, a Hornet stację kolejnej generacji SC.  

#### Wojenne modernizacje Enterprise
Po utracie „Horneta”, „Enterprise” – jedyny ocalały dotąd lotniskowiec swojego typu – został poddany gruntownej modernizacji, mającej na celu zwiększenie jego odporności na ataki torpedowe oraz wzmocnienie obrony przeciwlotniczej. Podczas remontu w połowie 1943 okręt otrzymał nowe systemy kierowania ogniem – przelicznik artyleryjski Mark 37 wraz z antenami radaru kierowania ogniem Mark 12, które zastąpiły oryginalne układy kierowania ogniem Mark 33 w przedniej i tylnej części nadbudówki. Otrzymał także radar wskazywania pułapu celu SM.

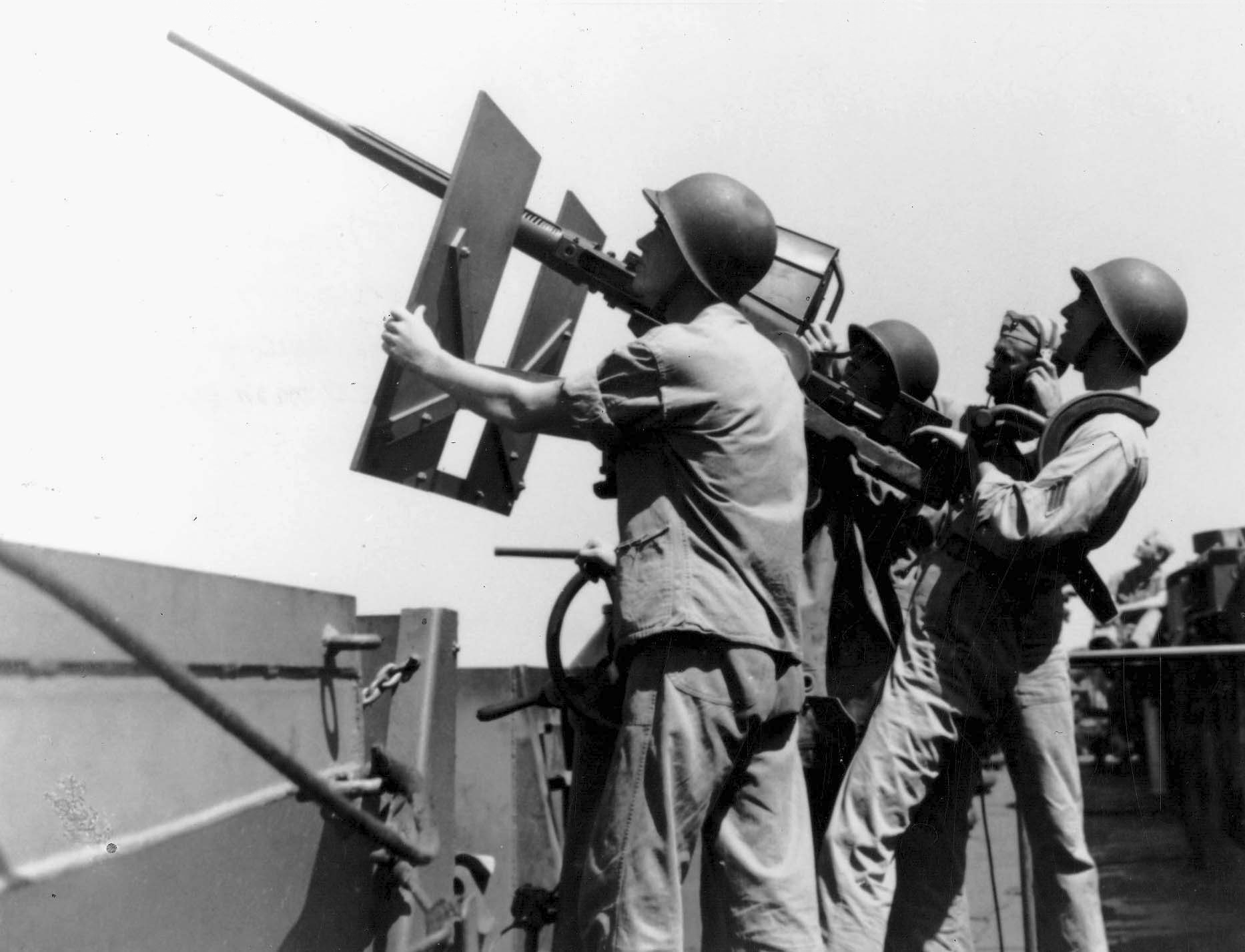
Żołnierze okrętowego oddziału piechoty morskiej „Enterprise”, przy obsłudze działka Oerlikon 20 mm, w maju 1943

Radarowe systemy kierowania ogniem zapewniały odtąd dokładne namiary celu, ze wskazaniem koniecznego kąta podniesienia lufy, odległości i prędkości celu. Okręt został wówczas wyposażony w nowy radar obserwacji przestrzeni powietrznej SK, który zastąpił oryginalny CXAM -1. W tej konfiguracji systemu nadzoru obszaru i kierowania ogniem, okręt pozostał już do końca wojny.
Doświadczenia działań wojennych 1942, zwłaszcza bitew morskich w rejonie Guadalcanal i wysp Salomona, wykazały słabą skuteczność działek 1,1" /75 oraz karabinów maszynowych Browning 12,7 mm, toteż były one intensywnie zastępowane armatami Oerlikona kalibru 20 mm. Wiosną 1942 wszystkie karabiny Browninga .50" na okrętach zostały wymienione na baterię armat Oerlikon 20 mm, zaś po bitwie o Midway ich liczba została powiększona do 38. Zwłaszcza w trakcie trwania kampanii na Salomonach, uzbrojenie przeciwlotnicze było ustawicznie wzmacniane, zaś w ramach modernizacji 1943, USS „Enterprise” otrzymał sześć dodatkowych zestawów poczwórnie sprzężonych armat 40 mm. Cztery z nich zastąpiły zestawy 1,1", dwa dodatkowe zaś na poziomie pokładu hangarowego, w rufowej części okrętu na bakburcie. Zainstalowanych zostało wówczas także osiem dodatkowych podwójnie sprzężonych stanowisk dział 40 mm – jedno na dziobie, po dwa po każdej stronie pomostu przed dziobową parą dział 127 mm, dwa na bakburcie i sterburcie na pomoście za tylnymi działami Mark 12 kalibru 5 cali /38 (127 mm), oraz jedno w tylnej części nadbudówki na wysokości dźwigu samolotów. Zwiększeniu do 48 uległa także bateria armat 20 mm Oerlikon. „Enterprise” otrzymał jednak wówczas także dwie eksperymentalne podstawy – jedną z podwójnie sprzężonymi armatami 20 mm oraz jedną z trzema działkami sprzężonymi, które w krótkim czasie zastąpiono działkami pojedynczymi.

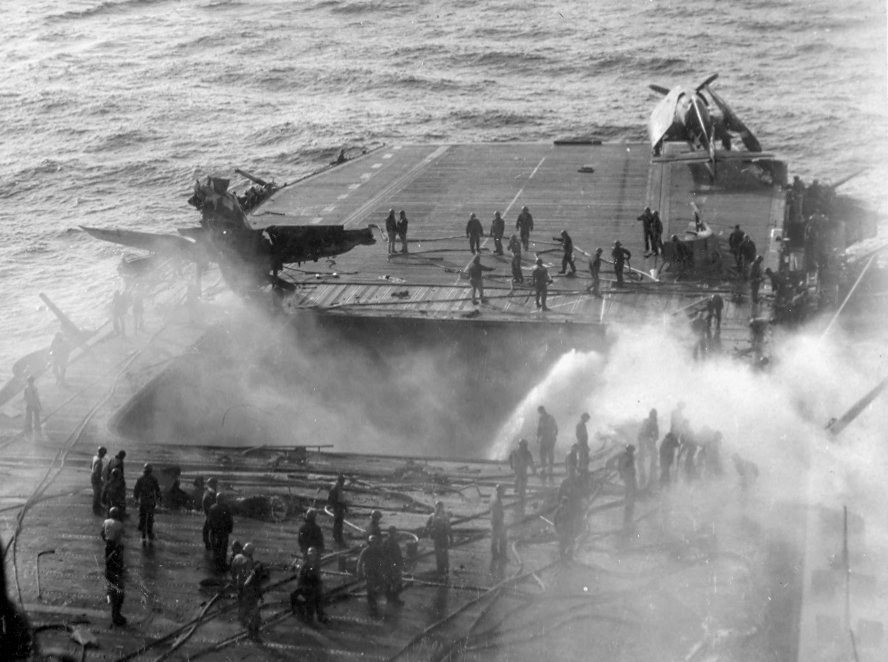
Pożar na pokładzie „Enterprise” i resztki samolotu kamikaze, po uderzeniu w przednią windę w maju 1945

Obciążanie okrętu kolejnymi dodatkowymi podstawami artyleryjskimi oraz przedłużenie pokładu startowego o 18 stóp (5,5 metra) zwiększyło masę okrętu ponad linią wodną. Toteż celem kompensacji tego oraz wzmocnienia biernej ochrony przeciwtorpedowej, okręt został zmodyfikowany m.in. poprzez dodanie bąbli przeciwtorpedowych po obu stronach kadłuba na około 3/4 jego długości między wręgami 36 i 150, w połowie wypełnionych wodą celem absorpcji energii eksplozji podwodnych, zwiększyło to jednak wyporność pełną okrętu do 32 060 ton.
Ostatnią modernizację Enterprise przeprowadzono pod koniec wojny w czasie usuwania zniszczeń po ataku wiosną 1945. Uzupełniono wtedy liczbę armat 40 mm Bofors do 54, z tego 44 na 11 poczwórnych stanowiskach, a pozostałe na pięciu stanowiskach podwójnych. Lotniskowiec otrzymał także cztery nowe dalocelowniki Mk 57 do kierowania ogniem każdej pary dział uniwersalnych 127. mm. Enterprise był jednym z pierwszych okrętów wyposażonych w lotniczy radiolokacyjny system wczesnego ostrzegania, który wykorzystywał w roli platformy bombowiec torpedowy Grumman TBM-3W „Avenger”, przenoszący na kadłubie dużą antenę radarową. Z pokładu poruszającego się na wysokości około 6100 m samolotu możliwe było wykrycie celu wielkości pancernika z odległości około 200 Mm, a nisko lecącego samolotu na dystansie około 75 Mm. Dane położenia celu były przekazywane bezpośrednio na okręt za pomocą systemu łączności.

#### Dalsze operacje bojowe
Jeszcze w tym samym roku – jako ostatni ocalały okręt swojego typu – „Enterprise” wziął udział w walkach o wyspy Gilberta, w 1944 w walkach na Marianach – w tym w bitwie na Morzu Filipińskim, a także w walkach pod Leyte, w tym w bitwie w Zatoce Leyte. Wspierał później operacje desantowe pod Iwo Jimą. Do grudnia tego roku został wyposażony w samoloty przystosowane do działań nocnych. 14 maja 1945, w trakcie walk o Okinawę, „Enterprise” został po raz ostatni uszkodzony, w ataku japońskich samolotów kamikaze, które uderzyły w jego przednią windę. Zmusiło to okręt do powrotu celem napraw na Zachodnie Wybrzeże, co zakończyło karierę wojenną jednostki. Ostatecznie okręt został wyprowadzony ze służby w marynarce wojennej w 1947, zaś mimo starań m.in. adm. Williama Halseya, o uczynienie USS „Enterprise” pomnikiem walk na Pacyfiku, w lipcu 1958 najliczniej udekorowany – 20 gwiazdami battle star, dwukrotnie Presidential Unit Citation, Navy Unit Commendation oraz jako jedyna zagraniczna jednostka brytyjskim British Admiralty Pennant – okręt w historii amerykańskiej marynarki wojennej został sprzedany na złom.

## Podsumowanie
Jednostki typu Yorktown dźwigały ciężar działań wojennych w pierwszym, najtrudniejszym dla Stanów Zjednoczonych okresie wojny na Pacyfiku. Wprawdzie w pierwszym roku wojny United States Navy utraciła dwa z trzech okrętów tego typu, w wielkich bitwach powietrzno-morskich 1942 to właśnie okręty typu Yorktown złamały prymat japońskiej marynarki wojennej na tym teatrze wojny. O ile skutkiem ich działań w bitwie o Midway cesarska marynarka wojenna utraciła przede wszystkim numeryczną przewagę nad Flotą Pacyfiku w liczbie dużych lotniskowców, o tyle w serii ciężkich bitew kampanii wokół Salomonów, utraciła crème de la crème swoich załóg lotniczych. Tracąc skutkiem działań jednostek typu Yorktown 121 lotników w bitwie o Midway, 110 w bitwie koło wschodnich Wysp Salomona i 145 koło wysp Santa Cruz, flota japońska utraciła trzon korpusu doświadczonych pilotów, uważanych za najlepszych w tym czasie pilotów pokładowych na świecie. Załogi te już od 1937 brały udział w walkach powietrznych i operacjach japońskiego lotnictwa pokładowego, i strat w ich korpusie japoński system szkolenia do końca wojny nie był już w stanie zastąpić. Niezwykle krwawe i wyniszczające walki powietrzno-morskie wokół Salomonów zapoczątkowały spiralę upadku efektywności japońskiego lotnictwa pokładowego, zaś sama bitwa koło Santa Cruz oznaczała rzeczywisty koniec elitarnych przedwojennych japońskich kadr. Walny udział w tym miały załogi samolotów pokładowych jednostek typu Yorktown oraz żołnierze marines odpowiedzialni podczas bitew 1942 za obronę przeciwlotniczą USS „Yorktown”, „Enterprise” i „Hornet”.
Okręty tego typu były udanymi jednostkami, pierwszą jednorodną serią amerykańskich lotniskowców zbudowanych od podstaw jako okręty lotnicze, których konstrukcja sprawdziła się w trakcie działań wojennych. Dzięki swoim dużym grupom lotniczym i dobremu zaprojektowaniu pokładu, zdolne były do efektywnego prowadzenia ofensywnych operacji lotniczych, były też trudne do zatopienia przez przeciwnika. Po Midway po stronie japońskiej mogły im odpowiadać jedynie „Shōkaku”, „Zuikaku” i zwodowany w 1943 roku „Taihō”. Nie bez powodu więc, uzasadnienie znajduje oparcie na ich konstrukcji kolejnego większego i cięższego typu amerykańskich lotniskowców zapoczątkowanego przez USS „Essex” (CV-9). Nie bez powodu też, pierwszy lotniskowiec z napędem jądrowym USS „Enterprise” (CVN-65) nosił nazwę swojego poprzednika, celem uczczenia – zgodnie ze słowami sekretarza marynarki Williama Franke – jednego z okrętów typu Yorktown, zasłużonego i najliczniej udekorowanego okrętu w historii United States Navy.